# Federazione Italiana Triathlon
Die Federazione Italiana Triathlon (F.I.Tri) ist der offizielle Fachverband für italienische Triathleten sowie die artverwandten Sportarten Duathlon und Aquathlon.

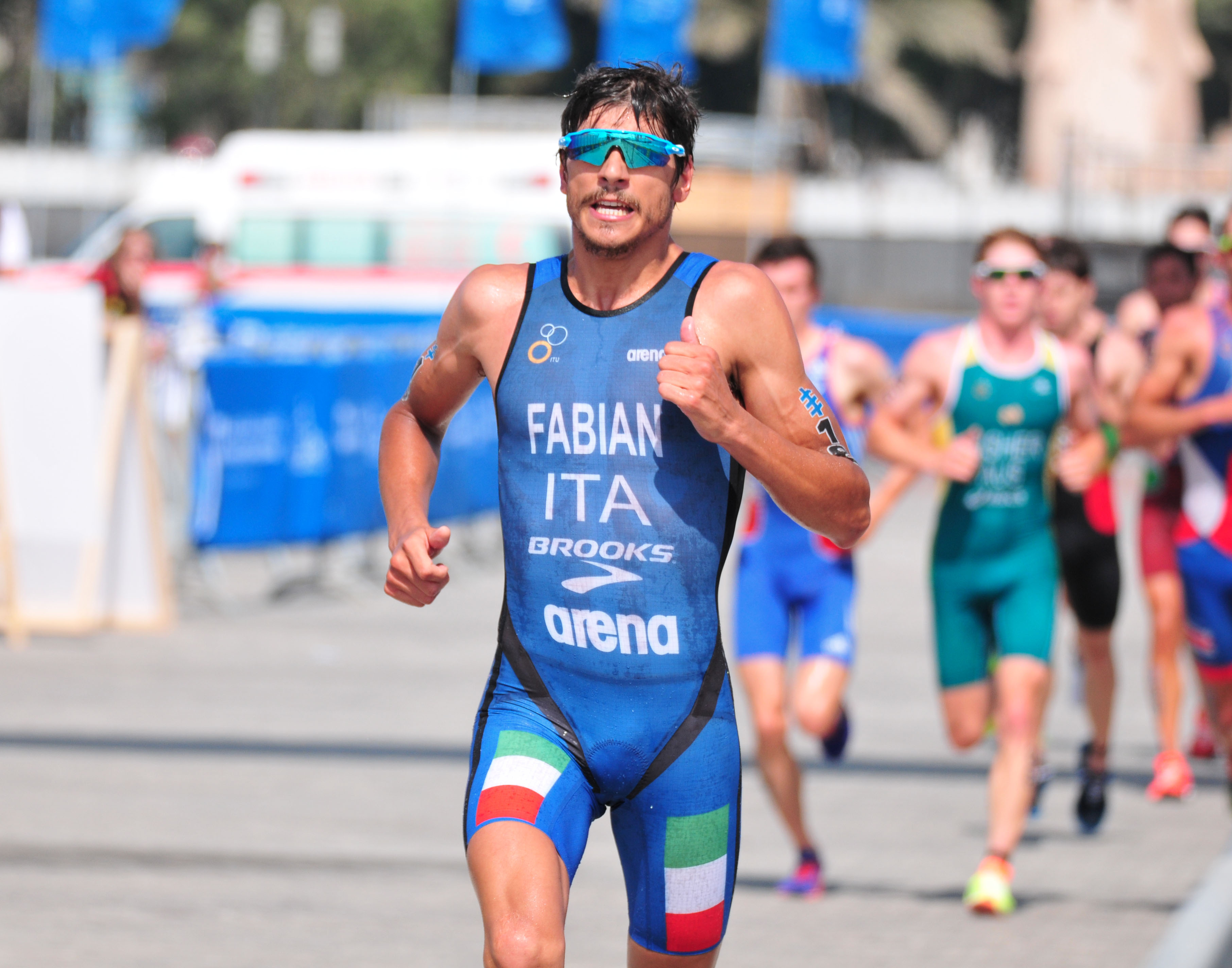
Alessandro Fabian – siebenfacher Triathlon-Staatsmeister auf der olympischen Distanz (2009–2017)

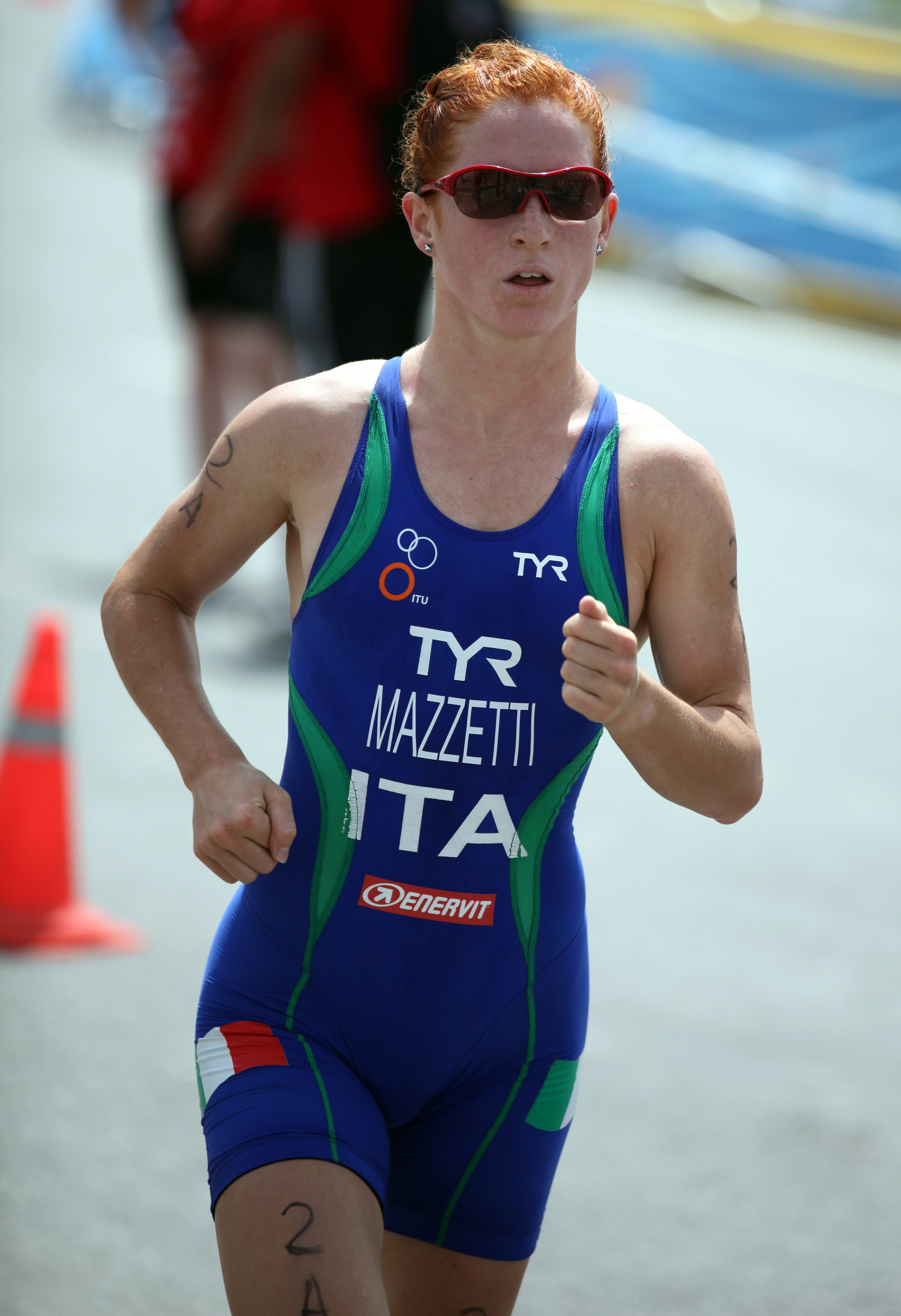
Annamaria Mazzetti – vierfache Triathlon-Staatsmeister auf der olympischen Distanz (2009–2015)

## Organisation
Gegründet wurde der italienische Triathlonverband (FITri) im Jahr 2000.
Der Verband geht zurück auf den 1985 von Marco Sbernadori gegründeten A.I.T. (Associazione Italiana Triathlon).
Die F.I.Tri gliedert sich in die Sparten
- Triathlon (Schwimmen – Radfahren – Laufen)
- Duathlon (Laufen – Radfahren – Laufen)
- Aquathlon (Schwimmen – Laufen)

Es gibt in Italien lokale Verbände für die Regionen Abruzzen, Apulien, Emilia-Romagna, Friaul-Julisch Venetien, Kampanien, Latium, Ligurien, Lombardei, Marken, Piemont, Sardinien,  Sizilien, Toskana und Venetien.
Der erste Präsident des Verbands war Marco Sbernadori.
Die Federazione Italiana Triathlon (F.I.Tri) unterliegt dem Italienischen Sportverband sowie dem europäischen Triathlon-Verband ETU (European Triathlon Union). Heute ist Luigi Bianchi als Präsident bestellt.
Die folgenden Präsidenten waren bislang für den Verband im Einsatz:
- 1984–1989: Marco Sbernadori
- 1989–1993: Camillo Cametti
- 1993–2005: Marco Sbernadori
- 2005–2009: Emilio Di Toro
- 2010–2012: Renato Bertrandi
- seit 2012: Luigi Bianchi

## Italienische Staatsmeister
Seit 1989 werden in Italien nationale Triathlon-Meisterschaften auf verschiedenen Distanzen ausgetragen.
Nationale Meisterschaften im Duathlon (Laufen – Radfahren – Laufen) werden seit 1994 und im Aquathlon (Schwimmen – Laufen) seit dem Jahr 2000 ausgetragen.

### Triathlon Sprintdistanz
Elite
| Datum/Jahr    | Ort                   | Nationaler Meister Triathlon Sprintdistanz | Zweiter Platz             | Dritter Platz     |
| ------------- | --------------------- | ------------------------------------------ | ------------------------- | ----------------- |
| 28. Sep. 2024 | Cervia                | Gianluca Pozzatti -3-                      | Pietro Giovannini         | Michael Gar       |
| 30. Sep. 2023 | Cervia                | Gianluca Pozzatti -2-                      | Nicolò Strada             | Pietro Giovannini |
| 2. Okt. 2022  | Cervia                | Alessio Crociani                           | Nicolò Strada             | Gianluca Pozzatti |
| 2. Okt. 2021  | Vervia                | Michele Sarzilla                           | Gianluca Pozzatti         | Alessio Crociani  |
| 28. Sep. 2019 | Lignano               | Gianluca Pozzatti                          | Sergiy Polikarpenko       | Alessio Crociani  |
| 29. Sep. 2018 | Lignano               | Sergiy Polikarpenko                        | Gianluca Pozzatti         | Valerio Patanè    |
| 30. Sep. 2017 | Lignano               | Alessandro Fabian -5-                      | Davide Uccellari          | Andrea Secchiero  |
| 1. Okt. 2016  | Riccione              | Daniel Hofer -2-                           | Alessandro Fabian         | Massimo De Ponti  |
| 3. Okt. 2015  | Riccione              | Alessandro Fabian -4-                      | Luca Facchinetti          | Delian Stateff    |
| Okt. 2014     | Riccione              | Alessandro Fabian -3-                      | Daniel Hofer              | Massimo De Ponti  |
| 5. Okt. 2013  | Lovadina              | Daniel Hofer                               | Matthias Steinwandter     | Alessandro Fabian |
| 6. Okt. 2012  | Tirrenia              | Davide Uccellari                           | Alessandro Fabian         | Daniel Hofer      |
| 1. Okt. 2011  | Rimini                | Andrea Secchiero                           | Rodrigo Augustin Nogueras | Mattia Ceccarelli |
| 18. Juli 2010 | Lecco                 | Massimo De Ponti                           | Davide Uccellari          | Daniel Hofer      |
| 2009          |                       | Alessandro Fabian -2-                      | Jonathan Ciavattella      | Giulio Molinari   |
| 2008          |                       | Alessandro Fabian                          | Andrea D’Aquino           | Giulio Molinari   |
| Juli 2007     |                       | Ivan Risti                                 | Alessandro Fabian         | Daniel Hofer      |
| 2006          |                       | Giuseppe Ferraro -2-                       | Emilio D’Aquino           | Leonardo Fiorella |
| 2005          |                       | Daniel Fontana                             | Alessandro Bottoni        | Leonardo Fiorella |
| 2004          |                       | Stefano Belandi                            | Fabio Guidelli            | Claudio Oriana    |
| 27. Sep. 2003 | Rimini                | Emilio D’Aquino                            | Alessandro Bottoni        | Stefano Belandi   |
| 5. Okt. 2002  | Marina di Pietrasanta | Giuseppe Ferraro                           | Alessandro Degasperi      | Davide Maraja     |

| Jahr | Nationale Meisterin Triathlon Sprintdistanz | Zweiter Platz      | Dritter Platz      |
| ---- | ------------------------------------------- | ------------------ | ------------------ |
| 2024 | Carlotta Missaglia                          | Beatrice Mallozzi  | Asia Mercatelli    |
| 2022 | Ilaria Zane                                 | Angelica Prestia   | Beatrice Mallozzi  |
| 2021 | Alice Betto                                 | Carlotta Missaglia | Beatrice Mallozzi  |
| 2019 | Alessia Orla                                | Luisa Iogna-Prat   | Costanza Arpinelli |
| 2018 | Beatrice Mallozzi -2-                       | Costanza Arpinelli | Giorgia Priarone   |
| 2017 | Beatrice Mallozzi                           | Ilaria Zane        | Alice Betto        |
| 2016 | Anna Maria Mazzetti -8-                     | Beatrice Mallozzi  | Gaia Peron         |
| 2015 | Anna Maria Mazzetti -7-                     | Alice Betto        | Angelica Olmo      |
| 2014 | Anna Maria Mazzetti -6-                     | Gaia Peron         | Alessia Orla       |
| 2013 | Anna Maria Mazzetti -5-                     | Daniela Chmet      | Angelica Olmo      |
| 2012 | Anna Maria Mazzetti -4-                     | Alice Betto        | Charlotte Bonin    |
| 2011 | Anna Maria Mazzetti -3-                     | Alice Betto        | Daniela Chmet      |
| 2010 | Anna Maria Mazzetti -2-                     | Gaia Peron         | Charlotte Bonin    |
| 2009 | Anna Maria Mazzetti                         | Daniela Chmet      | Silvia Gemignani   |
| 2008 | Daniela Chmet -3-                           | Giunia Chenevier   | Erica Facchini     |
| 2007 | Daniela Chmet -2-                           | Charlotte Bonin    | Elisa Battistoni   |
| 2006 | Charlotte Bonin                             | Elisa Battistoni   | Nadia Cortassa     |
| 2005 | Daniela Chmet                               | Charlotte Bonin    | Elisa Battistoni   |
| 2004 | Nadia Cortassa -2-                          | Silvia Gemignani   | Charlotte Bonin    |
| 2003 | Nadia Cortassa                              | Silvia Gemignani   | Giunia Chenevier   |
| 2002 | Beatrice Lanza                              | Silvia Gemignani   | Giunia Chenevier   |

Junioren
| Datum/Jahr    | Ort          | Nationaler Juniorenmeister Triathlon Sprintdistanz | Zweiter Platz   | Dritter Platz    |
| ------------- | ------------ | -------------------------------------------------- | --------------- | ---------------- |
| 18. Juli 2015 | Revine Lago  | Franco Pesavento                                   | Stefano Micotti | Nicola Azzano    |
| 12. Juli 2014 | Levico Terme | Marcello Ugazio                                    | Marco Corrà     | Michele Bonacina |

| Jahr | Nationale Juniorenmeisterin Triathlon Sprintdistanz | Zweiter Platz       | Dritter Platz    |
| ---- | --------------------------------------------------- | ------------------- | ---------------- |
| 2015 | Angelica Olmo -2-                                   | Alessandra Tamburri | Federica Parodi  |
| 2014 | Angelica Olmo                                       | Giulia Sforza       | Luisa Iogna-Prat |

### Triathlon Kurzdistanz
Die Triathlon-Kurzdistanz (auch „olympische Distanz“) im Triathlon geht über die Distanzen 1,5 km Schwimmen, 40 km Radfahren und 10 km Laufen.
Elite
| Datum/Jahr    | Ort                      | Nationaler Meister Triathlon Kurzdistanz | Zweiter Platz         | Dritter Platz         |
| ------------- | ------------------------ | ---------------------------------------- | --------------------- | --------------------- |
| 22. Juni 2024 | Alba Adriatica           | Sergiy Polikarpenko                      | Pietro Giovannini     | Michele Bortolamedi   |
| 25. Juni 2023 | Alba Adriatica           | Samuele Angelini                         | Michele Bortolamedi   | Davide Ingrilli       |
| 26. Juni 2022 |                          | Michele Sarzilla                         | Sergiy Polikarpenko   | Samuele Angelini      |
| 17. Okt. 2021 | Lignano Sabbiadoro       | Gianluca Pozzatti                        | Michele Sarzilla      | Nicolò Ragazzo        |
| 25. Okt. 2020 | San Benedetto del Tronto | Delian Stateff                           | Giulio Molinari       | Nicolò Strada         |
| 12. Okt. 2019 | Cervia                   | Michele Sarzilla                         | Luca Facchinetti      | Matthias Steinwandter |
| 6. Okt. 2018  | Lerici                   | Marcello Ugazio                          | Matthias Steinwandter | Luca Facchinetti      |
| 7. Okt. 2017  | Lerici                   | Alessandro Fabian -7-                    | Davide Uccellari      | Gianluca Pozzatti     |
| 30. Juli 2016 | Caorle                   | Luca Facchinetti                         | Delian Stateff        | Massimo De Ponti      |
| 6. Juni 2015  | Farra d’Alpago           | Davide Uccellari                         | Massimo De Ponti      | Luca Facchinetti      |
| 13. Sep. 2014 | Sapri                    | Alessandro Fabian -6-                    | Davide Uccellari      | Luca Facchinetti      |
| 1. Sep. 2013  | Sapri                    | Alessandro Fabian -5-                    | Davide Uccellari      | Daniel Hofer          |
| 14. Juli 2012 | Tarzo Revine             | Alessandro Fabian -4-                    | Andrea De Ponti       | Andrea Secchiero      |
| 2. Juli 2011  | Tarzo Revine             | Alessandro Fabian -3-                    | Luca Facchinetti      | Alberto Casadei       |
| 19. Sep. 2010 | Verbania                 | Alessandro Fabian -2-                    | Andrea D’Aquino       | Giulio Molinari       |
| 19. Juli 2009 | Lago del Salto           | Alessandro Fabian                        | Andrea D’Aquino       | Alberto Casadei       |
| 2. Aug. 2008  | Tarzo Revine             | Alberto Casadei                          | Alessandro Degasperi  | Massimo De Ponti      |
| 14. Juli 2007 | Tarzo Revine             | Daniel Fontana -2-                       | Alessandro Degasperi  | Andrea D’Aquino       |
| 1. Okt. 2006  | Lido delle Nazioni       | Emilio D’Aquino -3-                      | Stefano Belandi       | Alberto Casadei       |
| 19. Juni 2005 | Sanremo                  | Emilio D’Aquino -2-                      | Alessandro Degasperi  | Danilo Brustolon      |
| 11. Sep. 2004 | Peschiera del Garda      | Daniel Fontana                           | Leonardo Fiorella     | Andrea D’Aquino       |
| 31. Mai 2003  | Castiglione del Lago     | Emilio D’Aquino                          | Marco Salamon         | Gianfranco Mione      |
| 8. Juni 2002  | Cavallino-Treporti       | Giuseppe Ferraro                         | Gabriele Pertusati    | Gianfranco Mione      |
| 8. Sep. 2001  | Grado                    | Gianfranco Mione                         | Gabriele Pertusati    | Daniele Fiorentini    |
| 22. Juli 2000 | Recco                    | Alessandro Ridolfi                       | Fabrizio Ferraresi    | Davide Maraja         |
| 18. Sep. 1999 | Peschiera del Garda      | Fabrizio Ferraresi -7-                   | Stefano Belandi       | Danilo Palmucci       |
| 27. Sep. 1998 | Mondello                 | Gianpietro De Faveri -3-                 | Fabrizio Ferraresi    | Vincenzo Lardinelli   |
| 19. Juli 1997 | Tarquinia                | Fabrizio Ferraresi -6-                   | Danilo Palmucci       | Stefano Belandi       |
| 9. Juni 1996  | Andora                   | Fabrizio Ferraresi -5-                   | Matteo Mormorunni     | Gianfranco Mione      |
| 24. Juni 1995 | Lavarone                 | Fabrizio Ferraresi -4-                   | Maurizio De Benedetti | Klaus Runer           |
| 29. Mai 1994  | Gatteo a Mare            | Gianpietro De Faveri -2-                 | Fabrizio Ferraresi    | Giancarlo Bettin      |
| 1993          |                          | Gianpietro De Faveri                     |                       |                       |
| 1992          |                          | Fabrizio Ferraresi -3-                   |                       |                       |
| 1991          |                          | Fabrizio Ferraresi -2-                   |                       |                       |
| 1990          |                          | Danilo Palmucci                          |                       |                       |
| 1989          |                          | Fabrizio Ferraresi                       |                       |                       |

| Jahr | Nationale Meisterin Triathlon Kurzdistanz | Zweiter Platz      | Dritter Platz         |
| ---- | ----------------------------------------- | ------------------ | --------------------- |
| 2024 | Costanza Arpinelli                        | Luisa Iogna-Prat   | Angelica Prestia      |
| 2023 | Luisa Iogna-Prat -2-                      | Chiara Lobba       | Alessia Orla          |
| 2022 | Asia Mercatelli                           | Chiara Lobba       | Nicoletta Santonocito |
| 2021 | Alice Betto -4-                           | Verena Steinhauser | Alessandra Tamburri   |
| 2020 | Luisa Iogna-Prat                          | Ilaria Zane        | Sharon Spimi          |
| 2019 | Ilaria Zane                               | Alessia Orla       | Luisa Iogna-Prat      |
| 2018 | Charlotte Bonin -3-                       | Luisa Iogna-Prat   | Federica Parodi       |
| 2017 | Alice Betto -3-                           | Ilaria Zane        | Verena Steinhauser    |
| 2016 | Verena Steinhauser                        | Sara Papais        | Giorgia Priarone      |
| 2015 | Annamaria Mazzetti -4-                    | Sara Dossena       | Angelica Olmo         |
| 2014 | Annamaria Mazzetti -3-                    | Angelica Olmo      | Gaia Peron            |
| 2013 | Charlotte Bonin -2-                       | Daniela Chmet      | Gaia Peron            |
| 2012 | Alice Betto -2-                           | Gaia Peron         | Daniela Chmet         |
| 2011 | Annamaria Mazzetti -2-                    | Daniela Chmet      | Veronica Signorini    |
| 2010 | Alice Betto                               | Charlotte Bonin    | Daniela Chmet         |
| 2009 | Annamaria Mazzetti                        | Daniela Chmet      | Alice Betto           |
| 2008 | Charlotte Bonin                           | Laura Giordano     | Daniela Chmet         |
| 2007 | Nadia Cortassa -7-                        | Charlotte Bonin    | Elisa Battistoni      |
| 2006 | Nadia Cortassa -6-                        | Beatrice Lanza     | Daniela Chmet         |
| 2005 | Nadia Cortassa -5-                        | Manuela Ianesi     | Daniela Locarno       |
| 2004 | Nadia Cortassa -4-                        | Beatrice Lanza     | Silvia Gemignani      |
| 2003 | Nadia Cortassa -3-                        | Beatrice Lanza     | Silvia Gemignani      |
| 2002 | Nadia Cortassa -2-                        | Beatrice Lanza     | Elena Spaggiari       |
| 2001 | Nadia Cortassa                            | Daniela Locarno    | Nadia Da Ros          |
| 2000 | Beatrice Lanza                            | Silvia Gemignani   | Nadia Cortassa        |
| 1999 | Silvia Gemignani                          | Manuela Ianesi     | Edith Niederfriniger  |
| 1998 | Edith Cigana -3-                          | Manuela Ianesi     | Astrid Perathoner     |
| 1997 | Manuela Ianesi -2-                        | Martina Dogana     | Elena Mauri           |
| 1996 | Manuela Ianesi                            | Elena Mauri        | Mirella Gandellini    |
| 1995 | Silvia Riccò                              | Mirella Gandellini | Alma Chierici         |
| 1994 | Fiddy Remondini                           | Silvia Riccò       | Astrid Perathoner     |
| 1993 | Edith Cigana -2-                          |                    |                       |
| 1992 | Edith Cigana                              |                    |                       |
| 1991 | Loredana Tirocchi                         |                    |                       |
| 1990 | Mirella Gandellini                        |                    |                       |
| 1989 | Carla Garbarino                           |                    |                       |

U23
| Datum/Jahr   | Ort         | Nationaler U23-Meister Triathlon Kurzdistanz | Zweiter Platz    | Dritter Platz      |
| ------------ | ----------- | -------------------------------------------- | ---------------- | ------------------ |
| 8. Aug. 2010 | Revine Lago | Giulio Molinari                              | Davide Uccellari | Andrea Vizzardelli |
| 2009         |             |                                              |                  |                    |

| Jahr | Nationale U23-Meisterin Triathlon Kurzdistanz | Zweiter Platz       | Dritter Platz      |
| ---- | --------------------------------------------- | ------------------- | ------------------ |
| 2010 | Margie Santimaria                             | Elena Maria Petrini | Veronica Signorini |
| 2009 | Alice Betto                                   |                     |                    |

### Triathlon Mitteldistanz
Elite
| Datum/Jahr    | Ort                  | Nationaler Meister Triathlon Mitteldistanz | Zweiter Platz               | Dritter Platz               |
| ------------- | -------------------- | ------------------------------------------ | --------------------------- | --------------------------- |
| 28. Mai 2023  | Barberino di Mugello | Mattia Ceccarelli -2-                      | Dario Giovine               | Alessandro De Gasperi       |
| 29. Okt. 2022 | Borgo Egnazia        | Alessandro Fabian                          | Matteo Montanari            | Nicola Duchi                |
| 11. Juli 2021 | Lovere               | Gregory Barnaby                            | Mattia Ceccarelli           | Alessandro De Gasperi       |
| 2. Juni 2019  | Lovere               | Mattia Ceccarelli                          | Federico Gregorio Incardona | Bruno Pasqualini            |
| 3. Juni 2018  | Lovere               | Marcello Ugazio                            | Mattia Ceccarelli           | Mattia Camporesi            |
| 4. Juni 2017  | Lovere               | Giulio Molinari -3-                        | Marcello Ugazio             | Matteo Fontana              |
| 22. Mai 2016  | Lovere               | Giulio Molinari -2-                        | Federico Gregorio Incardona | Alberto Alessandroni        |
| 23. Aug. 2015 | Lovere               | Alberto Alessandroni                       | Massimo Cigana              | Federico Gregorio Incardona |
| 22. Juni 2014 | Barberino di Mugello | Giulio Molinari                            | Massimo Cigana              | Alberto Alessandroni        |
| 2013          |                      | Massimo Cigana                             | Domenico Passuello          | Alberto Casadei             |
| 1. Mai 2012   | Barberino di Mugello | Alberto Casadei                            | Massimo Cigana              | Matteo Annovazzi            |

| Jahr | Nationale Meisterin Triathlon Mitteldistanz | Zweiter Platz         | Dritter Platz       |
| ---- | ------------------------------------------- | --------------------- | ------------------- |
| 2023 | Marta Bernardi -4-                          | Alice Betto           | Eva Serena          |
| 2022 | Marta Bernardi -3-                          | Nicoletta Santonocito | Sara Sandrini       |
| 2021 | Marta Bernardi -2-                          | Ilaria Zane           | Giorgia Priarone    |
| 2019 | Michela Santini                             | Marta Bernardi        | Valentina D’Angeli  |
| 2018 | Elisabetta Curridori                        | Margie Santimaria     | Maria Alfonsa Sella |
| 2017 | Marta Bernardi                              | Margie Santimaria     | Silvia Colussi      |
| 2016 | Martina Dogana -2-                          | Michela Menegon       | Marta Bernardi      |
| 2015 | Monica Cibin                                | Martina Dogana        | Cristina Sironi     |
| 2014 | Martina Dogana                              | Marta Gaiardelli      | Margie Santimaria   |
| 2013 | Alice Betto                                 | Martina Dogana        | Margie Santimaria   |
| 2012 | Carla Stampfli                              | Edith Niederfriniger  | Monica Cibin        |

### Triathlon Langdistanz
Nationale Meisterschaften auf der Triathlon-Langdistanz wurden zuletzt 2011 ausgetragen.
Elite
| Datum/Jahr    | Ort              | Nationaler Meister Triathlon Langdistanz | Zweiter Platz        | Dritter Platz        |
| ------------- | ---------------- | ---------------------------------------- | -------------------- | -------------------- |
| 5. Mai 2011   | Iraklio          | Domenico Passuello                       | Matteo Annovazzi     | Leonardo Simoncini   |
| 21. Aug. 2010 | Bellagio         | Matteo Annovazzi                         | Leonardo Simoncini   | Alberto Roviera      |
| 17. Mai 2009  | Iraklio          | Sebastian Pedraza                        | Leonardo Simoncini   | Jean Marc Cattori    |
| 3. Juni 2006  | Misano Adriatico | Gianpietro De Faveri -3-                 | Fermo Bernasconi     | Federico Girasole    |
| 4. Sep. 2005  | Gabicce Mare     | Stefano Paoli                            | Leonardo Simoncini   | Federico Girasole    |
| 29. Aug. 2004 | Farra d’Alpago   | Federico Girasole                        | Gianpietro De Faveri | Sebastian Pedraza    |
| 11. Okt. 2003 | Alghero          | Gianpietro De Faveri -2-                 | Maurizio Carta       | Marco Salamon        |
| 2. Juni 2002  | Barcis           | Marco Stradi                             | Diego Gazzari        | Gianpietro De Faveri |
| 24. Sep. 2000 | Candia Canavese  | Gianpietro De Faveri                     | Diego Gazzari        | Stefano Paoli        |
| 24. Juli 1999 | Ronzone          | Nicola Carpanese                         | Alessandro Vannacci  | Marco Marchese       |
| 5. Okt. 1997  | Marina di Campo  | Damian Zepic                             | Massimo Guadagni     | Thomas Komorowski    |

| Jahr | Nationale Meisterin Triathlon Langdistanz | Zweiter Platz        | Dritter Platz        |
| ---- | ----------------------------------------- | -------------------- | -------------------- |
| 2011 | Edith Niederfriniger -2-                  | Maria Alfonsa Sella  | Laura Mazzucco       |
| 2010 | Valentina Filipetto                       | Martina Dogana       | Francesca Tibaldi    |
| 2009 | Martina Dogana -3-                        | Valentina Filipetto  | Maria Alfonsa Sella  |
| 2006 | Martina Dogana -2-                        | Manuela Ianesi       | Lisa Desiderà        |
| 2005 | Martina Dogana                            | Lisa Desiderà        | Anna Quagliaro       |
| 2004 | Stefania Bonazzi                          | Cinzia Arduzzoni     | Simonetta Lazzarotto |
| 2003 | Dina Braguti                              | Manuela Ianesi       | Martina Dogana       |
| 2002 | Daniela Locarno                           | Edith Niederfriniger | Manuela Ianesi       |
| 2000 | Silvia Riccò                              | Mirella Gandellini   | Edith Niederfriniger |
| 1999 | Edith Niederfriniger                      | Francesca Tibaldi    | Mirella Gandellini   |
| 1997 | Mirella Gandellini                        | Astrid Perathoner    | Alessia Bertolino    |

### Cross-Triathlon
| Datum/Jahr    | Ort        | Nationaler Meister Triathlon Langdistanz | Zweiter Platz     | Dritter Platz     |
| ------------- | ---------- | ---------------------------------------- | ----------------- | ----------------- |
| 28. Apr. 2024 | Capoliveri | Federico Spinazzé                        | Simeone Romano    | Filippo Barazzuol |
| 30. Apr. 2022 | Capoliveri | Michele Bonacina                         | Filippo Barazzuol | Federico Spinazzé |

| Jahr | Nationale Meisterin Triathlon Langdistanz | Zweiter Platz      | Dritter Platz      |
| ---- | ----------------------------------------- | ------------------ | ------------------ |
| 2024 | Noemi Bogiatto                            | Bianca Morvillo    | Eleonora Peroncini |
| 2022 | Sandra Mairhofer                          | Eleonora Peroncini | Alessia Orla       |

### Duathlon
Sprintdistanz:
| Datum/Jahr    | Ort           | Nationaler Meister Sprint-Duathlon | Zweiter Platz     | Dritter Platz       |
| ------------- | ------------- | ---------------------------------- | ----------------- | ------------------- |
| 16. März 2024 | Imola         | Samuele Angelini -3-               | Gianluca Pozzatti | Lorenzo Pelliciardi |
| 1. Apr. 2023  | Imola         | Samuele Angelini -2-               | Michele Sarzilla  | Franco Pesavento    |
| 26. März 2022 | Imola         | Samuele Angelini                   | Michele Sarzilla  | Franco Pesavento    |
| 18. Apr. 2021 | San Benedetto | Gregory Barnaby                    | Nicolò Strada     | Michele Sarzilla    |
| 24. Feb. 2018 | Caorle        | Diego Luca Boraschi                | Andrea Secchiero  | Marco Corrà         |

| Jahr | Nationale Meisterin Sprint-Duathlon | Zweiter Platz    | Dritter Platz      |
| ---- | ----------------------------------- | ---------------- | ------------------ |
| 2024 | Noemi Bogiatto                      | Chiara Lobba     | Verena Steinhauser |
| 2023 | Ilaria Zane                         | Asia Mercatelli  | Federica Frigerio  |
| 2022 | Marta Bernardi                      | Giorgia Priarone | Angelica Prestia   |
| 2021 | Luisa Iogna Prat                    | Sharon Spimi     | Federica Parodi    |
| 2018 | Beatrice Mallozzi                   | Sara Papais      | Federica Parodi    |

Kurzdistanz:
| Datum/Jahr    | Ort              | Nationaler Meister Duathlon | Zweiter Platz        | Dritter Platz               |
| ------------- | ---------------- | --------------------------- | -------------------- | --------------------------- |
| 16. Apr. 2023 | Quinzano d’Oglio | Gregory Barnaby             | Nicola Duchi         | Emanuele Faraco             |
| 3. Apr. 2022  | Pesaro           | Domenico Passuello -2-      | Riccardo Brighi      | Michele Marchelli           |
| 23. März 2021 | Pesaro           | Domenico Passuello          | Matteo Fontana       | Marco Rinaldi               |
| 31. März 2019 | Quinzano d’Oglio | Michele Sarzilla            | Bruno Pasqualini     | Daniele Angelini            |
| 8. Apr. 2018  | Quinzano d’Oglio | Massimo Cigana              | Mattia Camporesi     | Marcello Ugazio             |
| 2. Apr. 2017  | Quinzano d’Oglio | Bruno Pasqualini            | Marcello Ugazio      | Federico Gregorio Incardona |
| 19. März 2016 | Firenze          | Massimo De Ponti            | Daniel Hofer         | Tommaso Crivellaro          |
| 19. Okt. 2014 | Seclì            | Daniel Antonioli            | Alberto Della Pasqua | Pierluigi Senor             |
| 15. Sep. 2013 | Seclì            | Danilo Brustolon -3-        | Fabio Villari        | Daniel Antonioli            |
| 2012          |                  | Danilo Brustolon -2-        | Fausto Dotti         | Michele Insalata            |
| 2010          | Spoleto          | Massimiliano Sansone        | Luca Facchinetti     | Fabrizio Pellizzoni         |
| 1994          |                  | Maurizio Medri              |                      |                             |

| Jahr | Nationale Meisterin Duathlon | Zweiter Platz     | Dritter Platz      |
| ---- | ---------------------------- | ----------------- | ------------------ |
| 2023 | Marta Bernardi -4-           | Giorgia Priarone  | Federica Frigerio  |
| 2022 | Marta Bernardi -3-           | Federica Frigerio | Eleonora Peroncini |
| 2021 | Marta Bernardi -2-           | Giorgia Priarone  | Asia Mercatelli    |
| 2019 | Marta Bernardi               | Michela Santini   | Silvia Guenzani    |
| 2018 | Elisabetta Curridori         | Michela Santini   | Giulia Bedorin     |
| 2017 | Sara Dossena -3-             | Sharon Spimi      | Irene Coletto      |
| 2016 | Giorgia Priarone             | Alice Capone      | Verena Steinhauser |
| 2014 | Francesca Galluzzo           | Silvia Scarpetta  | Cristina Sironi    |
| 2013 | Sara Dossena -2-             | Monica Cibin      | Patrizia Tropiano  |
| 2012 | Sara Dossena                 | Nadia Cortassa    | Paola Garinei      |
| 2010 | Maria Alfonsa Sella          | Anna Quagliaro    | Alice Capone       |
| 1994 | Fiddy Remondini              |                   |                    |

### Aquathlon
| Datum/Jahr    | Ort                  | Nationaler Meister Aquathlon | Zweiter Platz      | Dritter Platz       |
| ------------- | -------------------- | ---------------------------- | ------------------ | ------------------- |
| 15. Mai 2021  | Sestri Levante       | Michele Bortolamedi          | Davide Ingrilli    | Valerio Patanè      |
| 12. Sep. 2020 | Recco                | Alessio Crociani             | Nicola Azzano      | Nicolò Strada       |
| 1. Juli 2017  | Recco (Ligurien)     | Andrea Giacomo Secchiero -7- | Elia Mozzachiodi   | Nicolò Simonigh     |
| 9. Juni 2016  | Zibido San Giacomo   | Andrea Giacomo Secchiero -6- | Stefano Rigoni     | Marco Dalla Venezia |
| 2. Aug. 2015  | Neapel               | Andrea Giacomo Secchiero -5- | Alessio Fioravanti | Lorenzo Ciuti       |
| 9. Juli 2011  | Barberino di Mugello | Manuel Biagiotti             | Leonardo Ballerini | Davide Bargellini   |
| 12. Juni 2010 | Gaggiano             | Luca Facchinetti -6-         | Manuele Canuto     | Leonardo Ballerini  |
| 5. Aug. 2001  | Lido di Venezia      | Simone Mela                  | Leonardo Fiorella  | Gianfranco Mione    |
| 17. Mai 2000  | Idroscalo (Mailand)  | Daniele Fiorentini           | Fabrizio Ferraresi | Dimitri Ricci       |

| Jahr | Nationale Meisterin Aquathlon | Zweiter Platz      | Dritter Platz       |
| ---- | ----------------------------- | ------------------ | ------------------- |
| 2021 | Bianca Seregni                | Carlotta Bonacina  | Federica Parodi     |
| 2020 | Beatrice Mallozzi             | Bianca Seregni     | Costanza Arpinelli  |
| 2017 | Federica Parodi               | Francesca Ferlazzo | Chiara Magrini      |
| 2016 | Annamaria Mazzetti            | Elisa Marcon       | Silvia Visaggi      |
| 2015 | Alessandra Tamburri           | Elisa Marcon       | Michela Pozzuoli    |
| 2011 | Silvia Gemignani              | Veronica Signorini | Manuela Ascoli      |
| 2010 | Gaia Peron                    | Veronica Signorini | Giunia Chenevier    |
| 2001 | Cristina Giribon              | Edith Cigana       | Adelaide Cappellini |
| 2000 | Giunia Chenevier              | Elena Longari      | Mirella Gandellini  |

### Winter-Triathlon
| Datum/Jahr    | Ort   | Nationaler Meister Winter-Triathlon | Zweiter Platz        | Dritter Platz     |
| ------------- | ----- | ----------------------------------- | -------------------- | ----------------- |
| 26. Jan. 2025 | Cogne | Franco Pesavento                    | Alessandro Saravalle | Giuseppe Lamastra |

| Jahr | Nationale Meisterin Winter-Triathlon | Zweiter Platz | Dritter Platz |
| ---- | ------------------------------------ | ------------- | ------------- |
| 2025 | Sandra Mairhofer                     | Evi Garbolino | Axelle Vicari |